# Park Narodowy Lauca
Park Narodowy Lauca (hiszp. Parque nacional Lauca) – park narodowy w północnym Chile położony w regionie Arica y Parinacota, w prowincji Parinacota (gminy General Lagos i Putre). Został utworzony 8 listopada 1970 roku na bazie istniejącego od 1965 roku rezerwatu przyrody i zajmuje obszar 1378,83 km². Od 1981 roku wraz z rezerwatem przyrody Las Vicuñas i pomnikiem przyrody Salar de Surire stanowi rezerwat biosfery UNESCO o nazwie „Lauca”. W 2010 roku został zakwalifikowany przez BirdLife International jako ostoja ptaków IBA. Na południe od niego znajduje się Park Narodowy Volcán Isluga. 

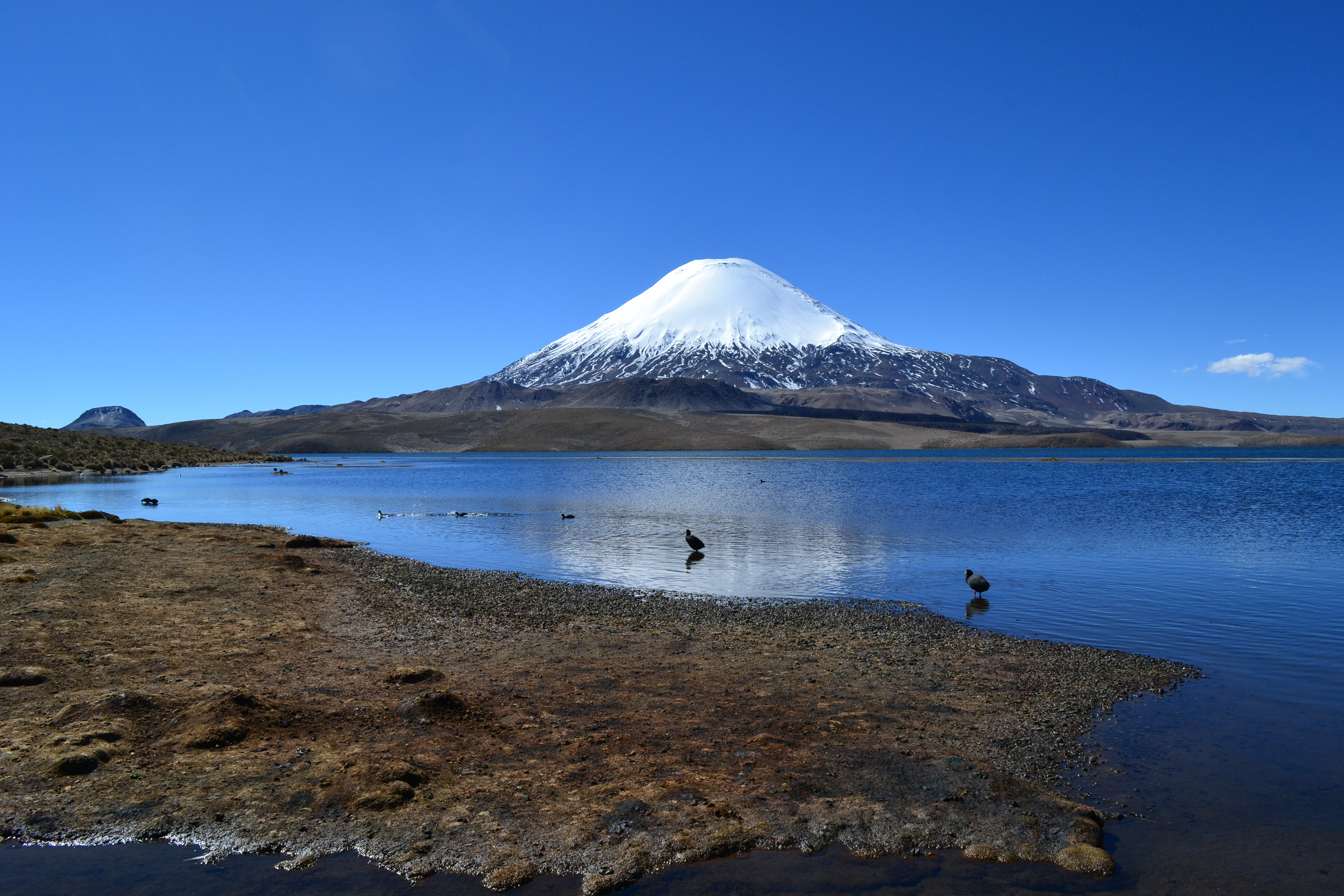
Wulkan Parinacota i jezioro Chungará

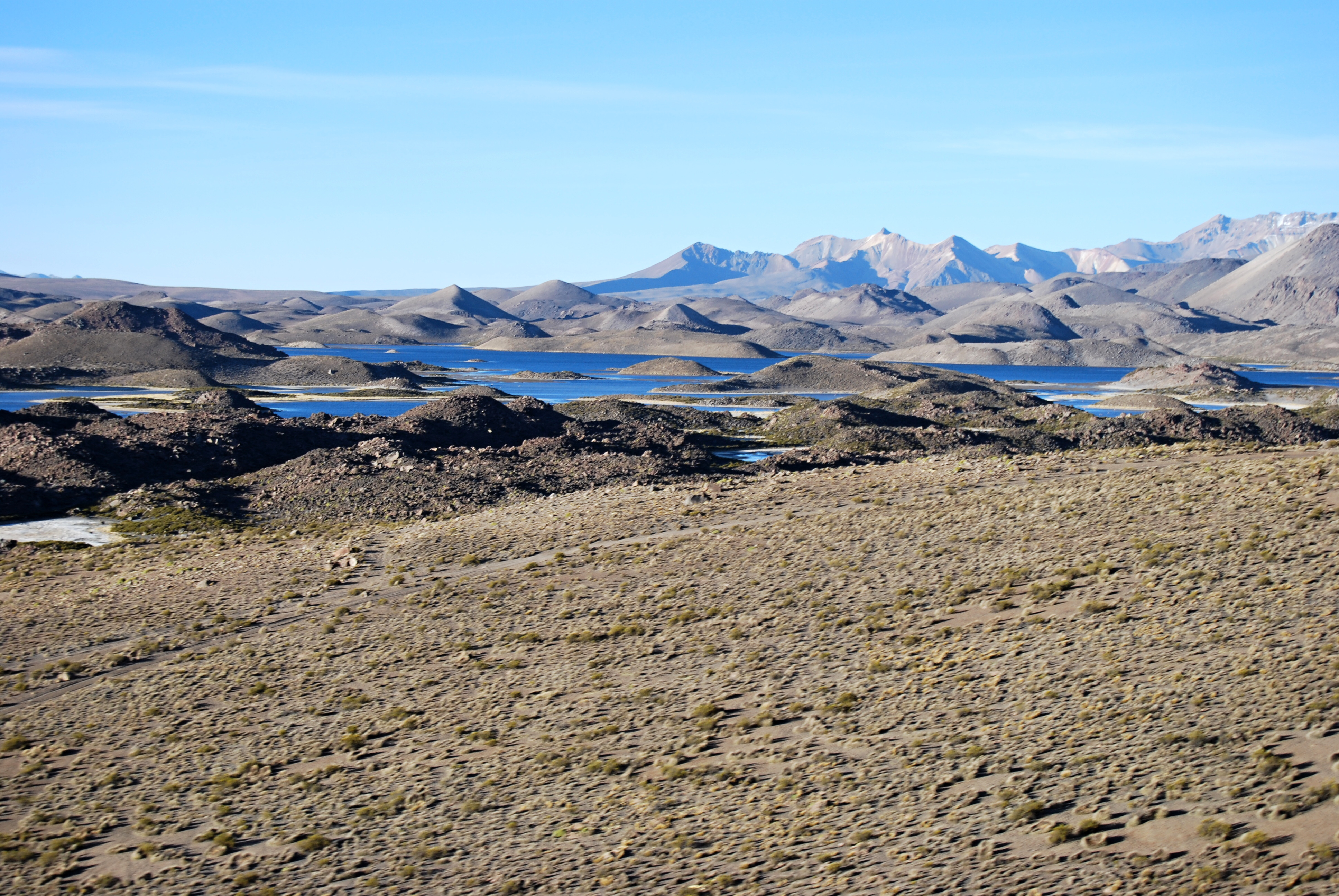
Jezioro Cotacotani

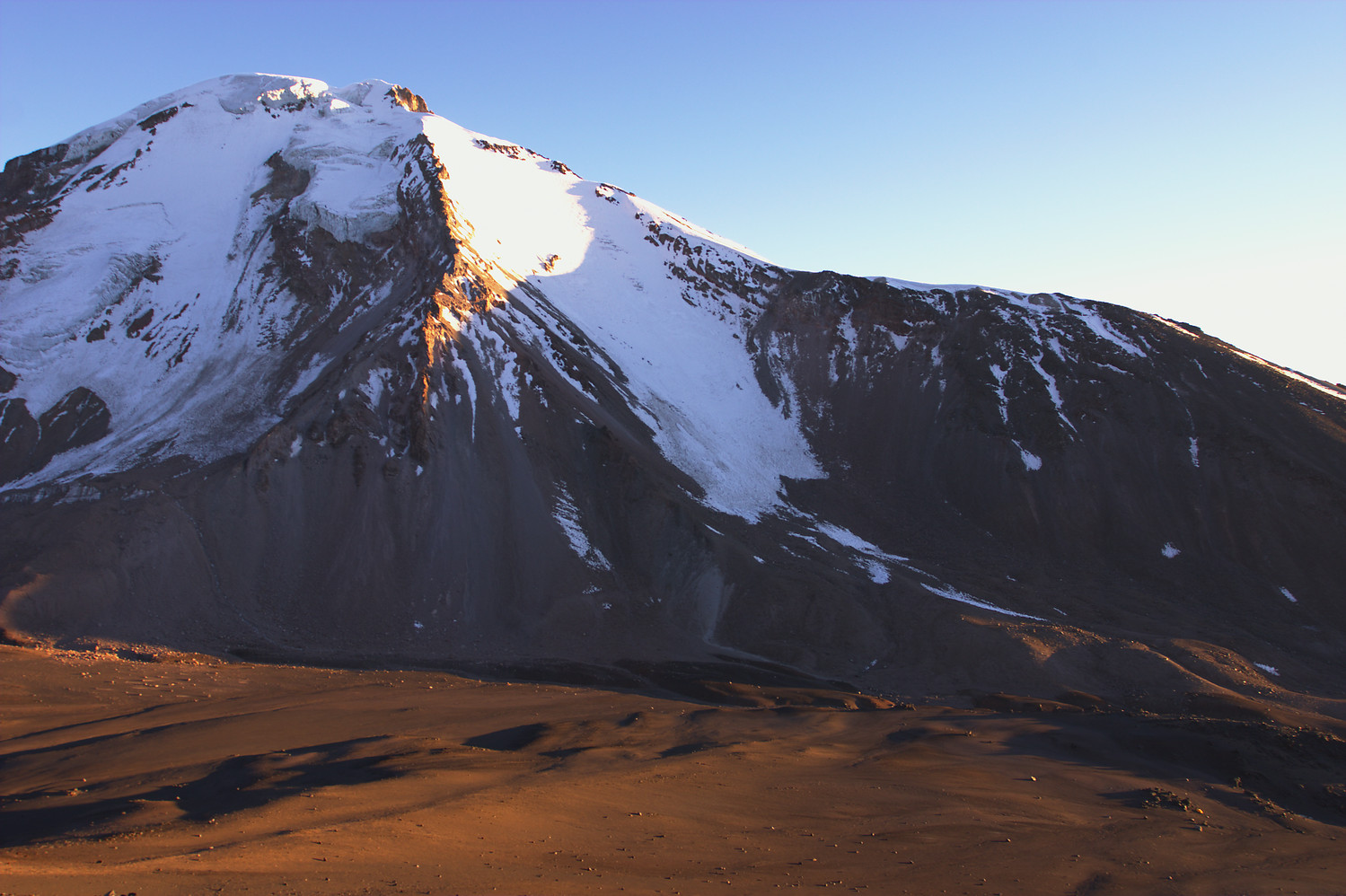
Wulkan Pomerape

## Opis
Park znajduje się w Andach i obejmuje w większości chilijską część płaskowyżu Altiplano. Od wschodu graniczy z Parkiem Narodowym Sajama w Boliwii. Położony jest na wysokościach od 3200 do 6336 m n.p.m. W krajobrazie dominują wulkany, m.in.: Parinacota (6336 m n.p.m.), Pomerape (6222 m) i Acotango (6050 m).  Na terenie parku płyną rzeki Lauca i Lluta. Znajdują się jeziora Cotacotani i Chungará, które leży na wysokości 4540 m n.p.m. i jest jednym z najwyżej położonych jezior na świecie. 
Klimat pustynny. Istnieje duża różnica temperatur między dniem a nocą. Temperatura w dzień wynosi od +12 ºC do +20 ºC, w nocy od -3 ºC nawet do -25 ºC. Opady nie przekraczają 280 mm rocznie.

## Flora
Główna formacja roślinna na terenie parku to sucha puna. Występują tu rośliny z gatunków Festuca orthophylla, Deyeuxia breviaristata, Pycnophyllum molle, Parastrephia quadrangularis, Parastrephia lucida, Adesmia leucopogon, Astragalus arequipensis. Na torfowiskach (bofedale) rośnie przeważnie Oxychloe andina, Carex incurva, Festuca rigescens, Werneria pygmaea, Azolla japonica, Lilaeopsis macrolepis, a w miejscach skalistych i położonych wyżej Azorella compacta, Festuca orthophylla, Pycnophyllum molle, Polylepis tarapacana. 

## Fauna
Ssaki występujące w parku to m.in.: narażony na wyginięcie huemal peruwiański, wikunia andyjska, gwanako andyjskie, lama andyjska, puma płowa, nibylis andyjski, wiskacza górska, pancernik z gatunku Dasypus nationi, szynszylaczek górski, liściouch górski, liściouch Darwina, tłustoogonek wytworny, pseudokawia łasicowata, tukotuko wyżynny.
W parku żyje 60 gatunków ptaków. Są to m.in.: narażony na wyginięcie flaming andyjski, nandu andyjskie, kusoń andyjski, flaming krótkodzioby, andówka rdzawobrzucha, sieweczka andyjska.